# 48 Tauri
48 Tauri, eller V1099 Tauri, är en pulserande ellipsoidisk variabel (ELL) i Oxens stjärnbild.
48 Tau har visuell magnitud +6,31 med en amplitud av 0,02 magnituder utan fastställd periodicitet.